# بندر بن مساعد بن عبد العزيز آل سعود
الأمير بندر بن مساعد بن عبد العزيز آل سعود أحد أبناء مساعد بن عبد العزيز آل سعود والدته هي وطفاء بنت محمد الطلال الرشيد من أمراء قبيلة شمر، إبنة آخر حكام حائل محمد الطلال الرشيد.

## زوجته
متزوج من ابنة خاله نوف الطلال المحمد الرشيد من أمراء قبيلة شمر

## الأبناء
- هيفاء بنت بندر بن مساعد بن عبد العزيز آل سعود، متزوجة من سلطان بن محمد بن فهد السويلم .
- خالد بن بندر بن مساعد بن عبد العزيز آل سعود، متزوج من نورة بنت خالد بن عبد الله بن محمد بن عبد الرحمن آل سعود.[1]
- فيصل بن بندر بن مساعد بن عبد العزيز آل سعود، متزوج الجوهرة بنت سلمان بن عبد الله بن عبد الرحمن آل سعود.[2]
- نايف بن بندر بن مساعد بن عبد العزيز آل سعود، متزوج من نورة بنت نايف بن عبد الله بن سعود بن عبد العزيز آل سعود[3] وله من الأبناء بندر، و موضي.
- عبد العزيز بن بندر بن مساعد بن عبد العزيز آل سعود.
- سارة بنت بندر بن مساعد بن عبد العزيز آل سعود.